# Stéphane Guivarc'h
Stéphane Guivarc'h, né le 6 septembre 1970 à Concarneau (Finistère), est, de 1989 à 2002, un footballeur international français évoluant au poste d'attaquant.
Formé au Brest Armorique, il débute avec en première division en 1989. Deux ans plus tard, à la suite de la dissolution de l'équipe professionnelle, il rejoint l'En avant de Guingamp en division 2 où il se révèle en prouvant ses qualités de buteur. Après quatre saisons, il rejoint l'AJ Auxerre de Guy Roux où il est champion de France en 1996. Après une année difficile, il est prêté au Stade rennais avec lequel il termine meilleur buteur du championnat. Il retourne à Auxerre pour une année puis quitte la France pour Newcastle United, puis les Glasgow Rangers où il remporte en 1999, le championnat d'Écosse, la coupe d'Écosse et la coupe de la Ligue écossaise. Guivarc'h revient à l'AJA deux saisons puis termine sa carrière à Guingamp.
En 1998, Guivarc'h s'illustre pour avoir été le meilleur buteur du Championnat de France, de la Coupe de la Ligue, de la Coupe Intertoto et de la Coupe de l'UEFA  avec notamment un total de 47 buts marqués sur l'ensemble de la saison et pour avoir remporté le  Tournoi Hassan II et la Coupe du monde.
Depuis la fin de sa carrière sportive, il exerce des activités de commercial, entraîneur et consultant.

## Biographie
Stéphane Guivarc'h est né en 1970 à Concarneau dans le Finistère.

## Carrière de joueur

### Formation et débuts à Brest (1984-1991)

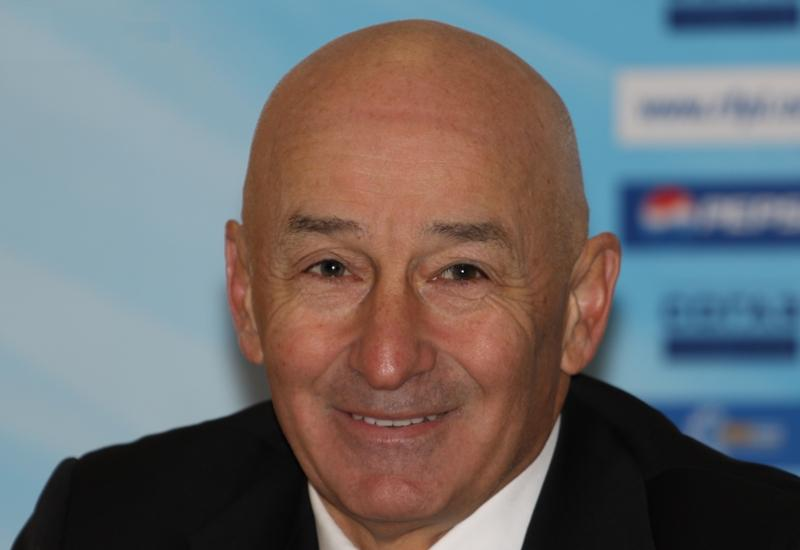
Muslin offre ses premiers matchs professionnels à Guivarc'h.

Son père est aussi footballeur, il évolue comme attaquant en Promotion d'honneur (niveau régional). Il fait ses premières gammes footballistiques à l'US Trégunc, près de Concarneau, où il apprend à être décisif devant le but comme attaquant de pointe. À quatorze ans, il se fait remarquer par le Brest Armorique qui fait tout pour l'enrôler et il incorpore son centre de formation. Ensuite il gravit tous les échelons des équipes de jeunes jusqu'à ce que l'entraîneur de l'équipe première, Slavoljub Muslin, l’intègre au groupe professionnel à l'aube de la saison 1988-1989. Mais le jeune homme de 18 ans peine à engranger un temps de jeu conséquent du fait que son club formateur possède déjà des attaquants de qualité avec Roberto Cabañas, Dragiša Binić, Hervé Guégan, Joël Cloarec et Ronan Salaün. Il ne découvre pas pendant cette saison-là le monde professionnel où l'équipe est promue en première division.
Pour la saison 1989-1990, Guivarc'h est encore cantonné pour évoluer avec l'équipe réserve puisqu'en équipe première il y avait la concurrence de Cabañas, Mendoza, Cloarec, Salaün et des nouveaux venus Gérard Buscher et Bernard Ferrer. Mais l'entraîneur Muslin lui fait tout de même fouler une fois une pelouse de l'élite française ce qui lui vaut de prendre part au maintien de son équipe acquis grâce à sa dixième position finale. Pendant cette année-là aux côtés des Manac'h, Guégan et autres, il remporte la Coupe Gambardella en battant en finale le FC Grenoble sur le score de 3-1 avec un but à la clé,.
Encore barré par la concurrence des Ferrer, Salaün, Cloarec et des deux recrues David Ginola et Michel Milojević, le natif de Concarneau ne se contente que de neuf apparitions toutes compétitions confondues durant la saison 1990-1991 dont huit en championnat où Brest assure son maintien en terminant onzième. Mais à cause d'un déficit financier trop important, le club finistérien est relégué par la DNCG en D2.
Même en seconde division le temps de jeu de Guivarc'h est dans la lignée des années précédentes car il ne totalise que six rencontres pour un but, son premier en professionnel, jusqu'en décembre 1991. À ce moment, le club perd son statut professionnel à cause de ses finances ce qui amène la dispersion de l'effectif.

### Révélation à Guingamp (1991-1995)
À la mi-saison 1991-1992, Stéphane Guivarc'h rejoint alors un autre club breton de D2 : l'EA Guingamp. Sur la phase retour de l'exercice, l'entraîneur guingampais Alain De Martigny l'utilise l'ancien brestois à douze reprises ce qui l'amène à inscrire trois buts. Il prend part à la sixième position de l'En Avant acquise dans le groupe A, manquant de deux points le podium synonyme de barrages d'accession à l'élite. Il marque également trois buts en trois matchs de Coupe de France. En six mois de présence à Guingamp, il joue pratiquement autant de matchs qu'en trois ans et demi en équipe première à Brest.
La saison 1992-1993 est la première que Stéphane dispute comme titulaire à part entière depuis le début de sa carrière. Il ne rate qu'une seule journée de tout le championnat mais surtout inscrit quatorze buts. Collectivement, les Guingampais finissent treizième du groupe B mais sont relégués en National 1, suite du passage de la D2 de deux poules de 18 clubs à une seule de 22.
Guivarc'h reste fidèle à l'EAG malgré le fait d'évoluer au troisième échelon du football français et il effectue une saison 1993-1994 en inscrivant 25 buts en 33 rencontres. Cela fait de lui l'un des grands artisans de la remontée immédiate de son club en D2. Guingamp termine premier du groupe A avec neuf points d'avance sur Amiens tout en ayant les meilleures attaques et défenses. Mais Guivarc'h et ses coéquipiers s'inclineront contre l'autre premier, Châteauroux, pour le titre de champion de France du National 1. Le buteur finistérien ajoute trois autres buts marqués en trois matchs de coupe de France.
En retrouvant la seconde division, l'ancien Brestois reste sur la lignée de son année précédente en trouvant à 23 reprises le chemin des filets adverses en 41 rencontres de jouées, ce qui lui vaut de finir troisième meilleur buteur du championnat ex æquo à huit unités de Tony Cascarino. Ses excellentes statistiques lui permettent d'être élu meilleur joueur de D2 par le magazine France Football. Stéphane marque aussi quatre buts en quatre rencontres de Coupe de France où Guingamp est éliminé aux tirs au but par Bastia en quarts de finale. Collectivement la saison 1994-1995 est tout aussi éblouissante puisque Guivarc'h et ses coéquipiers tiennent tête à l'Olympique de Marseille jusqu'à la dernière journée du championnat au point que les deux équipes finissent avec le même nombre de points, départagés à la différence de buts. Guingamp accède ainsi à la première division vivant sa seconde montée d'affilée.

### Champion de France avec Auxerre (1995-1996)

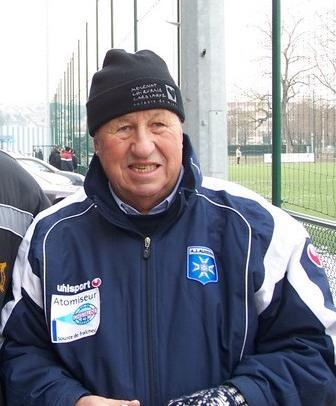
À Auxerre, Guivarc'h convainc Guy Roux après des débuts difficiles.

Quelques clubs de D1 sont alors très intéressés par les caractéristiques de ce buteur. Finalement après réflexions il jette son dévolu sur l'AJ Auxerre pour son entraîneur Guy Roux, révélateur de joueurs comme Gérald Baticle et Lilian Laslandes, provenant des divisions inférieures. Et Roux le recrute afin de compenser le départ de Baticle pour Strasbourg. L'ancien guingampais fait de bons débuts sous sa nouvelle tunique en marquant deux buts lors des trois premières journées mais une blessure l'empêche de s'installer comme un véritable titulaire. Ensuite il est barré par Laslandes et est cantonné dans le rôle du remplaçant de l'avant-centre. Il réussit tout de même à accumuler 31 apparitions avec seulement quatre buts d'inscrits toutes compétitions confondues. Ses statistiques lui permettent d'être considéré comme Champion de France. N'ayant pas joué la finale de Coupe de France, il ne se voit pas attribuer la victoire du trophée. Cette année-là, Stéphane découvre l'Europe en disputant deux matchs en coupe UEFA où l'équipe bourguignonne va jusqu'en seizièmes de finale, perdu contre Nottingham Forest.

### Prêt à Rennes (1996-1997)
Voulant se relancer, il demande pendant l'été 1996 à quitter Auxerre malgré les titres remportés mais l'entraîneur Roux a confiance en lui et préfère le prêter une saison . Il est supposé aller à Bordeaux mais l'entraineur Rolland  Courbis veut lui faire signer une feuille blanche comme contrat, ce qu'il refuse. Finalement il est preté au Stade rennais. Alors Guivarc'h débarque chez les Rouges où il est aligné avec Sylvain Wiltord et Pierre Yves André et retrouve ses sensations de buteur au point de réaliser une saison 1996-1997 avec trente buts en 45 matchs toutes compétitions confondues dont 22 en championnat qui font de lui le meilleur buteur de l'élite. Durant la saison, l'Inter Milan l'approche et les dirigeants auxerrois sont d'accord pour le laisser partir, mais Rennes refuse de mettre fin au prêt. En plus de ses statistiques en D1, il rajoute quatre buts en cinq rencontres de coupes nationales sans oublier ses quatre premiers inscrits en coupe d'Europe en disputant quatre matchs d'Intertoto. Collectivement, le championnat est laborieux au point que les Rouges et Noirs n'assurent leur maintien que lors de l'avant-dernière journée. Les Rennais retrouvent un peu le sourire en coupe de la Ligue en atteignant les quarts de finale perdus 2-1 contre Montpellier. À la fin de la saison, il ne souhaite pas retourner à l'AJA. Mais après des discussions avec Guy Roux et le départ de Laslandes, les deux hommes se mettent d'accord,.

### Retour à Auxerre (1997-1998)
Pendant l'été 1997, à la suite du départ de Laslandes pour Bordeaux, Roux réintègre Stéphane au sein de l'effectif d'Auxerre. En novembre 1997, Guy Roux résume la concurrence avec Laslandes : « La saison où ils ont joué ensemble (1995-1996), Guivarc'h avait l'avantage au début. Après sa blessure, je lui ai préféré Lilian, et Stéphane en a beaucoup souffert. Il m'a demandé de le prêter à Rennes et n'était pas très enthousiaste à l'idée de revenir. J'ai dû le convaincre ». Il est élu « meilleur sportif breton » de l'année 1997 par le Télégramme de Brest. Le Finistérien est en totale confiance au point de réaliser une nouvelle grande saison en 1997-1998 en conservant sa couronne de meilleur buteur de D1 avec 21 buts tout en étant le meilleur buteur de l'Intertoto avec dix buts, de la coupe UEFA avec sept buts et de la coupe de la Ligue avec sept buts pour un total de 46 buts en 53 matchs joués. Collectivement l'année de l'AJA est plus que correcte avec une septième place acquise en championnat, une demi-finale en coupe de la Ligue perdue aux tirs au but contre Bordeaux, une victoire en Intertoto 1997 contre le MSV Duisbourg et un parcours en coupe UEFA jusqu'en quarts de finale perdu 3-2 score cumulé contre le futur finaliste, Lazio Rome.

### Échec à Newcastle (1998)

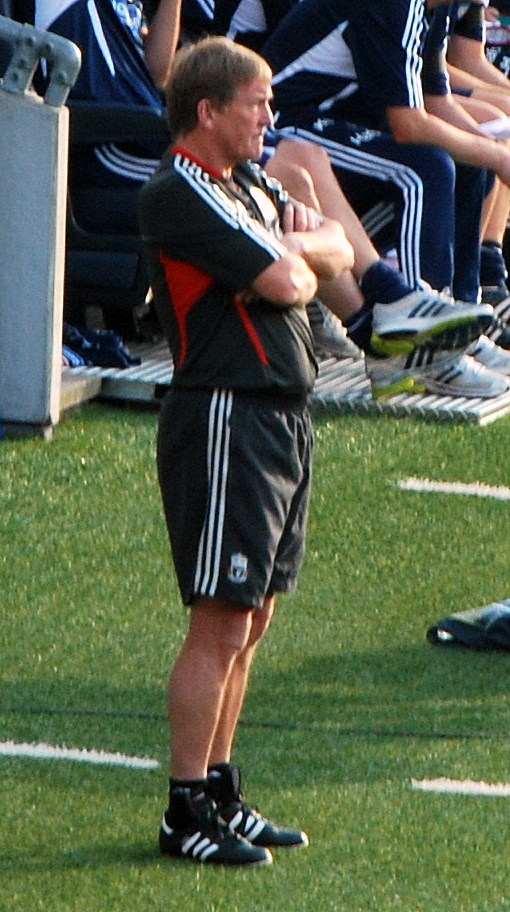
Dalglish fait venir Guivarc'h avant de démissionner.

Sa fabuleuse saison 1997-1998 lui vaut des regards de nombreux clubs européens dont quelques-uns d'Angleterre, championnat qui l'attire. C'est ainsi qu'il traverse la Manche pour s'engager avec Newcastle pour un peu plus de trente millions de francs (environ 6,5 millions d'euros), un transfert très important à l'époque. Mais son expérience anglaise est un échec du fait de ses grandes difficultés à s'imposer dans son nouveau club à cause de blessures à la cheville, d'une forte concurrence (en particulier Alan Shearer), de la démission juste avant son arrivée de l'entraîneur qui l'a recruté Kenny Dalglish et de sa mise à l'écart par le nouvel entraîneur Ruud Gullit. Son passage en Premier League se résume à quatre rencontres pour un but, jusqu'en novembre 1998, date à laquelle il décide de quitter Newcastle pour se relancer ailleurs.
Ce passage à Newcastle n'est pas une grande réussite, au point qu'il sera considéré comme le pire attaquant ayant évolué en Premier League par le Daily Mail en 2009, et comme un cuisant échec sportif du côté de l’Écosse.

### Le triplé avec les Glasgow Rangers (1998-1999)
Il ralliera l’Écosse pour signer en faveur des Glasgow Rangers où il retrouve son ancien équipier auxerrois Lionel Charbonnier. Pour sa première rencontre, les supporters entonnent la Marseillaise pour saluer son entrée en jeu et il inscrit un doublé lors de son premier match à Ibrox Park et marque en finale de la Coupe de la Ligue contre St Johnstone Football Club. La suite n'est pas aussi réjouissante car, freiné par des blessures à répétition, il ne joue guère, même au meilleur de sa forme. Il rajoute néanmoins trois nouveaux trophées à son palmarès grâce au triplé réalisé par son équipe : championnat et les deux coupes nationales.

### Retour à Auxerre (1999-2001)

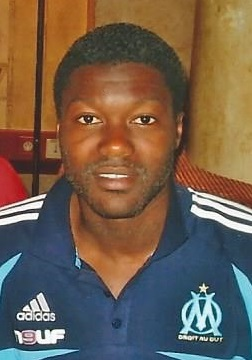
Au début des années 2000, Guivarc'h est victime de l'éclosion de Cissé.

Stéphane décide de revenir en France et fait son retour à l'AJ Auxerre pour la même somme que le club bourguignon l'a vendu l'été précédent (30 MF). Son retour en Bourgogne est voulu par l'entraîneur Guy Roux pour que l'ancien guingampais retrouve son meilleur niveau tout en servant de guide à la nouvelle génération auxerroise composée des Djibril Cissé, Kapo, Mexès et Boumsong entre autres. Guivarc'h retrouve toutes ses sensations de buteur au point de prendre la tête du classement des buteurs de l'élite pour finalement terminer au huitième rang avec quatorze réalisations à égalité avec Lilian Laslandes à neuf unités de Sonny Anderson. Cette forme lui permet d'être rappelé par Roger Lemerre en équipe de France. L'AJA effectue un championnat 1999-2000 honorable avec une huitième place finale.
La saison 2000-2001 est plus délicate car Stéphane est moins efficace et il voit éclore le jeune Cissé. Mais il inscrit tout de même onze buts. En fin d'exercice, malgré son statut de capitaine, l'ancien de Newcastle est relégué sur le banc des remplaçants. Mais avec 36 matchs pour seize buts toutes compétitions confondues, il prend part à la treizième position finale acquise en D1, à la finale d'Intertoto perdue 3-1 score cumulé contre le VfB Stuttgart et le quart de finale de la coupe de France perdu 4-1 après prolongation contre le FC Nantes. Si sa saison est moins prolifique que la précédente, Guivarc'h inscrit tout de même 30 buts en 68 matchs en deux ans pour le club bourguignon.

### Dernière saison à Guingamp (2001-2002)
Voyant son avenir bouché dans l'Yonne, Guivarc'h décide de repartir dans un autre de ses anciens clubs : l'En Avant de Guingamp. Mais l'aventure est de courte durée car, après onze rencontres pour un but en championnat et une en coupe de France, il est diminué par une blessure récurrente au cartilage d'un genou qui l'empêche de retrouver la compétition. À l'issue de cette saison 2001-2002, alors que l'EAG se maintient, il décide de mettre un terme à sa carrière professionnelle à 32 ans.

## Carrière internationale

### En équipe de France (1997-1999)

Guivarc'h est titulaire à la pointe de l'attaque française en finale du Mondial 98.

Lors de la saison 1996-1997, Stéphane Guivarc'h inscrit but sur but avec le Stade rennais mais n'est pas retenu par Aimé Jacquet. Le joueur accuse le coup et vit mal la situation tout en continuant à travailler et marquer. Après avoir décroché le titre de meilleur buteur de D1, il connaît sa première sélection le 11 octobre 1997 contre l'Afrique de Sud (2-1),. Il inscrit à cette occasion son premier et unique but avec les Bleus en égalisant d'un tir croisé de 20 m à droite.
Sacré deux fois consécutivement meilleur buteur du Championnat de France en 1997 et 1998, Stéphane Guivarc'h décroche logiquement sa place dans la liste des 22 pour la Coupe du monde 1998. Mais il ne se montre pas à la hauteur de sa réputation de goleador. Titularisé lors du premier match face à l'Afrique du Sud, il se blesse rapidement et ne dispute jamais un match en entier durant la compétition. Souvent isolé en première ligne, il connaît beaucoup d'échecs et n'inscrit aucun but malgré une grande application et un souci constant du collectif. Il ne retrouve le terrain que lors du dernier match de poule contre le Danemark en entrant en cours de jeu. Également titulaire lors de la finale contre le Brésil, Guivarc'h, qui conduit l'attaque française, rate successivement trois occasions de but.
Guivarc’h est considéré par Jacquet comme un véritable guerrier, devant effectuer le pressing, le harcèlement de la défense, jouer en pivot, et non un finisseur.
Il connaît sa dernière sélection le 13 novembre 1999 sous Roger Lemerre et la réception de la Croatie en match amical (3-0),,. Il est convoqué une dernière fois pour un match du 23 février 2000 contre la Pologne, mais ne rentre pas en jeu,.

## Style de joueur
Stéphane Guivarc'h est un attaquant capable de marquer des deux pieds comme de la tête. Il est obsédé par le fait de marquer et gros travailleur à l'entraînement. Lors de son premier passage à l'AJ Auxerre, il demande à Guy Roux de lui accorder du « rab » après l'entraînement pour travailler ses frappes, centres des deux pieds et coups francs. Un temps réticent car estimant que prolonger la séance signifie que le joueur n'a pas tout donné pendant la séance, Roux finit par lui accorder. En match, il rate rarement le cadre. Guivarc'h a pour modèle Marco van Basten et Jean-Pierre Papin.
En novembre 1997, alors qu'il commence à être appelé en équipe de France, Francis Smerecki, son ancien entraîneur à Guingamp déclare : « Depuis que je l'ai eu, Guivarc'h est toujours sur une courbe ascendante. (...) S'il s'agit de marquer des buts, il n'y a aucun doute, il a les aptitudes. (...) Même si aujourd'hui il participe davantage au jeu, il ne pense toujours qu'au but. Il est capable d'exploiter le moindre millimètre d'espace entre lui et le but ». Yves Colleu, coentraîneur à Rennes, complète : « Dans le championnat aucun autre joueur n'a le profil de Guivarc'h. (...) Il a un profil rare : il est irrésistiblement attiré par le but. Il est assez individualiste, dans son domaine de jeu ça constitue une qualité. Il est une solution pour l'équipe de France grâce à sa présence devant le but, une qualité de frappe exceptionnelle : il tape dans toutes les positions possibles et neuf fois sur dix ses tirs sont cadrés, sa confiance en lui et sa réussite presque insolente. D'autres tenteraient souvent de maîtriser la balle, lui, il frappe ». Guy Roux, le compare à Lilian Laslandes convoqué au même moment : « Stéphane est doué d'un talent plus évident que Lilian, il est plus adroit et plus vif des deux jambes, mais fait un peu moins d'abattage. C'est un personnage plus bourru que Lilian, il est breton, je dirais qu'il a les qualités de son terroir. Il sait bien s'adapter et il a désormais rejoint Laslandes, sur l'aspect défensif de son jeu ».

## Statistiques

### Par saison
| Saison                | Club                  | Championnat             | Championnat | Championnat | Coupe(s) nationale(s) | Coupe(s) nationale(s) | Compétition(s) continentale(s) | Compétition(s) continentale(s) | Compétition(s) continentale(s) | France | France | Total | Total |
| Saison                | Club                  | Division                | M.          | B.          | M.                    | B.                    | Comp.                          | M.                             | B.                             | M.     | B.     | M.    | B.    |
| 1989-1990             | Brest Armorique       | Division 1              | 1           | -           | -                     | -                     | -                              | -                              | -                              | -      | -      | 1     | 0     |
| 1990-1991             | Brest Armorique       | Division 1              | 8           | -           | 1                     | -                     | -                              | -                              | -                              | -      | -      | 9     | 0     |
| Sous-total            | Sous-total            | Sous-total              | 9           | 0           | 1                     | 0                     | -                              | -                              | -                              | -      | -      | 10    | 0     |
| 1991-1992             | EA Guingamp           | Division 2              | 12          | 3           | 3                     | 3                     | -                              | -                              | -                              | -      | -      | 15    | 6     |
| 1992-1993             | EA Guingamp           | Division 2              | 33          | 14          | 2                     | -                     | -                              | -                              | -                              | -      | -      | 35    | 14    |
| 1993-1994             | EA Guingamp           | National 1              | 33          | 25          | 3                     | 3                     | -                              | -                              | -                              | -      | -      | 36    | 28    |
| 1994-1995             | EA Guingamp           | Division 2              | 41          | 23          | 4                     | 4                     | -                              | -                              | -                              | -      | -      | 45    | 27    |
| Sous-total            | Sous-total            | Sous-total              | 119         | 65          | 12                    | 10                    | -                              | -                              | -                              | -      | -      | 131   | 75    |
| 1995-1996             | AJ Auxerre            | Division 1              | 23          | 3           | 6                     | 1                     | C3                             | 2                              | -                              | -      | -      | 31    | 4     |
| 1996-1997             | Stade rennais (prêt)  | Division 1              | 36          | 22          | 5                     | 4                     | CI                             | 4                              | 4                              | -      | -      | 45    | 30    |
| 1997-1998             | AJ Auxerre            | Division 1              | 32          | 21          | 5                     | 8                     | CI+C3                          | 16                             | 17                             | 10     | 1      | 63    | 47    |
| Sous-total            | Sous-total            | Sous-total              | 91          | 46          | 16                    | 13                    | -                              | 22                             | 21                             | 10     | 1      | 139   | 81    |
| 1998-1998             | Newcastle United      | Premier League          | 4           | 1           | -                     | -                     | -                              | -                              | -                              | 3      | 0      | 7     | 1     |
| 1998-1999             | Glasgow Rangers       | Scottish Premier League | 13          | 5           | 4                     | 2                     | -                              | -                              | -                              | -      | -      | 17    | 7     |
| Sous-total            | Sous-total            | Sous-total              | 17          | 6           | 4                     | 2                     | -                              | -                              | -                              | 3      | 0      | 24    | 8     |
| 1999-2000             | AJ Auxerre            | Division 1              | 32          | 14          | -                     | -                     | -                              | -                              | -                              | 1      | 0      | 33    | 14    |
| 2000-2001             | AJ Auxerre            | Division 1              | 28          | 11          | 2                     | 1                     | CI                             | 6                              | 4                              | -      | -      | 36    | 16    |
| Sous-total            | Sous-total            | Sous-total              | 60          | 25          | 2                     | 1                     | -                              | 6                              | 4                              | 1      | 0      | 69    | 30    |
| 2001-2002             | EA Guingamp           | Division 1              | 11          | 1           | 1                     | -                     | -                              | -                              | -                              | -      | -      | 12    | 1     |
| Total sur la carrière | Total sur la carrière | Total sur la carrière   | 308         | 143         | 32                    | 24                    | -                              | 28                             | 25                             | 14     | 1      | 382   | 193   |

### Buts internationaux
| 0   | Date            | Lieu                                 | Compétition  | Résultat | Adversaire     | Détail | Détail         | Détail | Sél. |
| --- | --------------- | ------------------------------------ | ------------ | -------- | -------------- | ------ | -------------- | ------ | ---- |
| 1er | 11 octobre 1997 | Stade Bollaert-Delelis, Lens, France | Match amical | V 2 - 1  | Afrique du Sud | 53e    | du pied gauche | 1-1    | 1re  |

### Matches internationaux
| Matches internationaux de Stéphane Guivarc'h | Matches internationaux de Stéphane Guivarc'h | Matches internationaux de Stéphane Guivarc'h   | Matches internationaux de Stéphane Guivarc'h | Matches internationaux de Stéphane Guivarc'h | Matches internationaux de Stéphane Guivarc'h | Matches internationaux de Stéphane Guivarc'h                       |
| #                                            | Date                                         | Lieu                                           | Adversaire                                   | Résultat                                     | Compétition                                  | Notes                                                              |
| -------------------------------------------- | -------------------------------------------- | ---------------------------------------------- | -------------------------------------------- | -------------------------------------------- | -------------------------------------------- | ------------------------------------------------------------------ |
| 1                                            | 11 octobre 1997                              | Stade Felix-Bollaert, Lens, France             | Afrique du Sud                               | V 2 - 1                                      | Match amical                                 | Titulaire et buteur.                                               |
| 2                                            | 12 novembre 1997                             | Stade Geoffroy-Guichard, Saint-Étienne, France | Écosse                                       | V 2 - 1                                      | Match amical                                 | Titulaire.                                                         |
| 3                                            | 28 janvier 1998                              | Stade de France, Saint-Denis, France           | Espagne                                      | V 1 - 0                                      | Match amical                                 | Titulaire, remplacé par David Trezeguet à la 75e minute de jeu.    |
| 4                                            | 25 février 1998                              | Stade Vélodrome, Marseille, France             | Norvège                                      | N 3 - 3                                      | Match amical                                 | Titulaire, remplacé par David Trezeguet à la 62e minute de jeu.    |
| 5                                            | 25 mars 1998                                 | Stade Dynamo, Moscou, Russie                   | Russie                                       | D 0 - 1                                      | Match amical                                 | Titulaire.                                                         |
| 6                                            | 27 mai 1998                                  | Stade Mohammed-V, Casablanca, Maroc            | Belgique                                     | V 1 - 0                                      | Tournoi Hassan II 1998                       | Titulaire.                                                         |
| 7                                            | 5 juin 1998                                  | Olympiastadion, Helsinki, Finlande             | Finlande                                     | V 1 - 0                                      | Match amical                                 | Titulaire, remplacé par David Trezeguet à la 75e minute de jeu.    |
| 8                                            | 12 juin 1998                                 | Stade Vélodrome, Marseille, France             | Afrique du Sud                               | V 3 - 0                                      | Premier tour de la Coupe du monde 1998       | Titulaire, remplacé par Christophe Dugarry à la 26e minute de jeu. |
| 9                                            | 24 juin 1998                                 | Stade de Gerland, Lyon, France                 | Danemark                                     | V 2 - 1                                      | Premier tour de la Coupe du monde 1998       | Entre en jeu à la place de David Trezeguet à la 86e minute de jeu. |
| 10                                           | 28 juin 1998                                 | Stade Felix-Bollaert, Lens, France             | Paraguay                                     | V 1 - 0                                      | Huitième de finale de la Coupe du monde 1998 | Entre en jeu à la place de Bernard Diomède à la 77e minute de jeu. |
| 11                                           | 3 juillet 1998                               | Stade de France, Saint-Denis, France           | Italie                                       | N 0 - 0 4-3 t.a.b                            | Quart de finale de la Coupe du monde 1998    | Titulaire, remplacé par David Trezeguet à la 76e minute de jeu.    |
| 12                                           | 8 juillet 1998                               | Stade de France, Saint-Denis, France           | Croatie                                      | V 2 - 1                                      | Demi-finale de la Coupe du monde 1998        | Titulaire, remplacé par David Trezeguet à la 69e minute de jeu.    |
| 13                                           | 12 juillet 1998                              | Stade de France, Saint-Denis, France           | Brésil                                       | V 3 - 0                                      | Finale de la Coupe du monde 1998             | Titulaire, remplacé par Christophe Dugarry à la 66e minute de jeu. |
| 14                                           | 13 novembre 1999                             | Stade de France, Saint-Denis, France           | Croatie                                      | V 3 - 0                                      | Match amical                                 | Titulaire, remplacé par Youri Djorkaeff à la 46e minute de jeu.    |

## Palmarès

### En club
Avec le Brest Armorique FC, il remporte la Coupe Gambardella en 1990.
Sous les couleurs de l'En Avant de Guingamp, il est champion de France de National 1 du groupe A et vice-champion National 1 en 1994 puis vice-champion de France de Division 2 en 1995.
Avec l'AJ Auxerre, il réalise le doublé en remportant la Coupe de France et le Championnat de France lors de la saison 1995-1996. Il remporte aussi la Coupe Intertoto en 1997 puis est finaliste de la Coupe Intertoto en 2000.
Avec le maillot des Glasgow Rangers, il remporte en 1999, le championnat d'Écosse, la coupe d'Écosse et la coupe de la Ligue écossaise.
| Stade brestois 29 (1) :                      | En Avant de Guingamp (1) : | AJ Auxerre (3) : | Glasgow Rangers (3) : |
| -------------------------------------------- | --- | --- | --- |
| - Coupe Gambardella (1) : - Vainqueur : 1990 | - National 1 (1) : - Champion : Groupe A 1994 - Vice-champion : 1994 - Championnat de France de 2e Division (1) : - Vice-champion : 1995 | - Championnat de France (1) : - Champion : 1996 - Coupe de France (1) : - Vainqueur : 1996 - Coupe Intertoto (1) : - Vainqueur : 1997 - Finaliste : 2000 | - Championnat d'Écosse (1) : - Champion : 1999 - Coupe d'Écosse (1) : - Vainqueur : 1999 - Coupe de la Ligue écossaise (1) : - Vainqueur : 1999 |

### En équipe de France
| France (2) :                                                                           |
| -------------------------------------------------------------------------------------- |
| - Coupe du Monde (1) : - Vainqueur : 1998 - Tournoi Hassan II (1) : - Vainqueur : 1998 |

## Distinctions et records
- Meilleur buteur de Division 1 en 1997 (22 buts) et en 1998 (21 buts)
- Meilleur buteur de la Coupe de l'UEFA en 1998 (7 buts)
- Meilleur buteur de la Coupe Intertoto en 1997 (10 buts)
- Meilleur buteur de la Coupe de la Ligue en 1998 (7 buts)
- Meilleur buteur de National 1 en 1994 (25 buts)
- Élu meilleur joueur de Division 2 en 1994 par France Football
- Membre de  l'équipe-type de Division 1 en 1998[24]
- 6e meilleur buteur français de l'histoire toutes compétitions confondues sur une saison (47 buts) derrière Kylian Mbappé (54 buts), Just Fontaine (52 buts), Philippe Gondet (50 buts) Karim Benzema (50 buts) et Roger Courtois (49 buts)
- Membre de l'équipe de l'année World Soccer Awards avec l'équipe de France en 1998
- Membre de l'équipe européenne de l'année France Football avec l'équipe de France en 1998
- Reçoit  un Oscar d'honneur UNFP avec France 98 en 1999
- Reçoit un Trophée d'honneur UNFP avec France 98 en 2008

## Décorations
- Chevalier de la Légion d'honneur le 24 juillet 1998[1]

## Reconversion
Au début de sa retraite sportive, Stéphane Guivarc'h collabore avec le service des sports de Canal+ en tant que consultant. Il intègre en parallèle le staff technique de l'En Avant de Guingamp. Il prête également sa voix dans le jeu vidéo Pro Evolution Soccer 3 pour commenter les matchs.
Ensuite, Stéphane Guivarc'h devient commercial dans la vente de piscines et de produits de balnéothérapie dans le Finistère afin de se rapprocher de sa famille et de sa région.
Alors qu’il est consultant pour Canal+, Guivarc'h s’engage en 2007 avec le club de ses débuts, l’US Trégunc comme entraîneur. L’équipe est alors en PH dans la Ligue de Bretagne. De 2007 à 2009, il réussit à faire monter son équipe de deux échelons avec respectivement une accession de 1re division départementale en DRH puis en DSH. Avec son arrivée, le nombre de sponsors explose et, conséquence des bons résultats et de la curiosité de voir un entraîneur champion du monde à ce niveau, l’affluence au stade double pour atteindre une moyenne de 200 entrées payantes en division régionale. En 2013, Stéphane Guivarc’h n’est plus l’entraîneur du club, mais son président, avant de passer vice-président, faute de temps.
Il participe aussi à l'encadrement de l'équipe de Bretagne de football. En 2008, il assiste Serge Le Dizet pour un match contre l'équipe nationale du Congo-Brazzaville.